# Bibliographie sur le pays de Lorient
Cette bibliographie sur le pays de Lorient, non exhaustive, propose une liste d'ouvrages et d'articles en français classés par thème et, à l'intérieur de chaque thème, du plus ancien au plus récent.

## Pays de Lorient

### Généralités - Géographie
- AudéLor (préf. Norbert Métairie, maire de Lorient), Atlas du Pays de Lorient, Lorient, 2009, 134 p. (ISBN 978-2-7466-1010-1)

### Histoire
- Job Jaffré, Seigneurs et Seigneuries du Kemenet-Heboé : pays de Lorient, Dalc'homp Sonj, 1986, 269 p. (ISBN 2-905929-00-6)
- Gérard Le Bouédec et Jacques Soteras, L'année 1789 dans le pays de Lorient, éd. Association pour le bicentenaire de la Révolution française dans le Pays de Lorient, mars 1988, 214 p.
- Patricia Drénou (livret), Jeanne Jourdren (étude de base) et Chistophe Cérino (carte), La poche de Lorient : histoire et patrimoine, éd. Ville de Lorient - Archives municipales, mai 2005 (ISBN 2-950-7474-6-9)Une carte et un livret d'accompagnement édités à l'occasion du 60e anniversaire de la libération de la poche de Lorient.
- Luc Braeuer, Les incroyables échanges : un exemple d'humanité en temps de guerre, Le Faouët, Liv'Éditions, 2010, 88 p. (ISBN 978-2-9533841-0-9)

### Histoire et activités économiques
- Collectif (préf. Patricia Drénou, conservateur), L'activité industrielle et commerciale dans le Pays de Lorient : Actes du colloque de Lorient du 16 octobre 2010, Lorient, éd. Archives municipales de Lorient, coll. « Mémoire & Histoire » (no 3), juillet 2011, 184 p. (ISBN 978-2-9507474-8-8, ISSN 2100-4420)
  - Louis Le Ruyet, « La Compagnie des Indes, les navires, les hommes », Mémoire & Histoire, éd. Archives municipales de Lorient, no 3 « L'activité industrielle et commerciale dans le Pays de Lorient »,‎ juillet 2011, p. 9-18 (ISBN 978-2-9507474-8-8, ISSN 2100-4420)
  - Yves Bannalec, Alain Fraisse et Jean-Yves Le Lan, « L'utilisation industrielle du kaolin dans la région lorientaise », Mémoire & Histoire, éd. Archives municipales de Lorient, no 3 « L'activité industrielle et commerciale dans le Pays de Lorient »,‎ juillet 2011, p. 19-34 (ISBN 978-2-9507474-8-8, ISSN 2100-4420)
  - Marguerite Richard, « Et si Port-Louis était devenu une île... », Mémoire & Histoire, éd. Archives municipales de Lorient, no 3 « L'activité industrielle et commerciale dans le Pays de Lorient »,‎ juillet 2011, p. 35-46 (ISBN 978-2-9507474-8-8, ISSN 2100-4420)
  - Jean Le Leuxhe, « Les verreries du Kernével (1755-1831) », Mémoire & Histoire, éd. Archives municipales de Lorient, no 3 « L'activité industrielle et commerciale dans le Pays de Lorient »,‎ juillet 2011, p. 47-58 (ISBN 978-2-9507474-8-8, ISSN 2100-4420)
  - Alexandra Dybal-Pabst, « Hennebont, un riche passé économique », Mémoire & Histoire, éd. Archives municipales de Lorient, no 3 « L'activité industrielle et commerciale dans le Pays de Lorient »,‎ juillet 2011, p. 59-73 (ISBN 978-2-9507474-8-8, ISSN 2100-4420)
  - Paul Rolland, « La laiterie de Kerloïc (1920-1940) (Gestel) », Mémoire & Histoire, éd. Archives municipales de Lorient, no 3 « L'activité industrielle et commerciale dans le Pays de Lorient »,‎ juillet 2011, p. 75-79 (ISBN 978-2-9507474-8-8, ISSN 2100-4420)
  - Étienne Le Garrec, « Les activités agroalimentaires de Languidic », Mémoire & Histoire, éd. Archives municipales de Lorient, no 3 « L'activité industrielle et commerciale dans le Pays de Lorient »,‎ juillet 2011, p. 81-90 (ISBN 978-2-9507474-8-8, ISSN 2100-4420)
  - Pierre Le Gal, « Petites industries agroalimentaires à Quéven », Mémoire & Histoire, éd. Archives municipales de Lorient, no 3 « L'activité industrielle et commerciale dans le Pays de Lorient »,‎ juillet 2011, p. 91-97 (ISBN 978-2-9507474-8-8, ISSN 2100-4420)
  - Pierre Mayol, « Le chou de Lorient « Kaol an Oriant » », Mémoire & Histoire, éd. Archives municipales de Lorient, no 3 « L'activité industrielle et commerciale dans le Pays de Lorient »,‎ juillet 2011, p. 99-147 (ISBN 978-2-9507474-8-8, ISSN 2100-4420)
  - Yves Pézennec, « La mutation du monde agricole vers le tourisme et l'industrie à Guidel », Mémoire & Histoire, éd. Archives municipales de Lorient, no 3 « L'activité industrielle et commerciale dans le Pays de Lorient »,‎ juillet 2011, p. 149-157 (ISBN 978-2-9507474-8-8, ISSN 2100-4420)
  - Claude Chrestien, « L'industrie du froid à Lorient - La glacière », Mémoire & Histoire, éd. Archives municipales de Lorient, no 3 « L'activité industrielle et commerciale dans le Pays de Lorient »,‎ juillet 2011, p. 159-180 (ISBN 978-2-9507474-8-8, ISSN 2100-4420)
- Pour les ouvrages sur les Forges d'Hennebont, voir section Inzinzac-Lochrist
- Pour les ouvrages sur la Société bretonne de fonderie et de mécanique, voir section Caudan

### Toponymie
- Jean-Yves Plourin et Pierre Hollocou (préf. Fañch Broudic), Toponymie bretonne et patrimoine linguistique : Des sources de l'Ellé à l'île de Groix, Emgleo Breiz, septembre 2014, 394 p. (ISBN 978-2-35974-102-5)

### Patrimoine
- Michèle Bourret (resp. éditoriale) et al. (préf. Jean-Yves Le Drian, prés. du district du pays de Lorient), Le patrimoine des communes du district du pays de Lorient, Charenton-le-Pont, éd. Flohic, 1998, 236 p. (ISBN 978-2-84234-052-0)
- Judith Tanguy-Schroër et Catherine Toscer-Vogel (textes), Bernard Bègne et François-Marie Dagorn (photographies) et al., Vallée du Scorff, Association pour l'Inventaire Bretagne, coll. « Inventaire général des monuments et des richesse artistiques de la France », 2000, 100 p. (ISBN 978-2-905064-29-5)
- Jacqueline Le Calvé (textes) et Loïc Tréhin (illustrations) (préf. Marc Cozilis, président du syndicat du bassin du Scorff, maire de Quéven), Promenades en Vallée du Scorff, Fouesnant, éd. Yoran embanner, 2009, 112 p. (ISBN 978-2-916579-24-5, présentation en ligne)

### Personnalités
- Jean Maurice, Quarante-trois ans au service de la population, Le Faouët, Liv'Éditions, novembre 2008, 224 p. (ISBN 978-2-84497-152-4, présentation en ligne)
- Jean-Maurice Besnard (préf. Jean-Yves Le Drian, ministre de la Défense, ex-député-maire de Lorient), Un petit gars de Gâvres : De Keroman au cercle arctique, Quimper, éd. Palantines, novembre 2014, 272 p. (ISBN 978-2-35678-109-3, présentation en ligne)

### Romans, nouvelles et contes
- Lucien Gourong (préf. René Estienne, ill. Loïc Tréhin), Contes de la rade de Lorient et des courreaux de Groix, éd. du Scorff, 1998, 121 p. (ISBN 2-912028-10-8)
- Marie Le Drian, Poche avant droite (nouvelles), Spézet, Coop Breizh, 2000, 128 p. (ISBN 978-2-84346-127-9)

## Morbihan
Ouvrages contenant des chapitres ou des informations sur Lorient ou le pays de Lorient.

### Histoire
- Roger Leroux, Le Morbihan en guerre 1939-1945, Imprimerie de la Manutention, Mayenne, Éd. à compte d'auteur, 1986, 5e éd., 672 p.
- Gérard Le Bouëdec (direction de l'ouvrage) et al. (préf. Raymond Marcellin, anc. ministre, président du conseil général du Morbihan), Le Morbihan : de la Préhistoire à nos jours, Saint-Jean-d'Angély, Éd. Bordessoules, coll. « L'histoire des départements de la France », 1994 (ISBN 2-903504-41-5)
  - Jean-Paul Le Bacon, « Présentation géographique », dans Le Morbihan : de la Préhistoire à nos jours, Saint-Jean-d'Angély, Éd. Bordessoules, 1994 (ISBN 2-903504-41-5), p. 11-24
  - Anne-Élisabeth Riskine, « La Préhistoire : de la pierre aux métaux », Le Morbihan : de la Préhistoire à nos jours, Saint-Jean-d'Angély, Éd. Bordessoules,‎ 1994, p. 25-62 (ISBN 2-903504-41-5)
  - Patrick André, « L'époque gallo-romaine », Le Morbihan : de la Préhistoire à nos jours, Saint-Jean-d'Angély, Éd. Bordessoules,‎ 1994, p. 63-82 (ISBN 2-903504-41-5)
  - Noël-Yves Tonnerre et Michelle Lebois, « L'époque médiévale », Le Morbihan : de la Préhistoire à nos jours, Saint-Jean-d'Angély, Éd. Bordessoules,‎ 1994, p. 83-142 (ISBN 2-903504-41-5)
  - Jean Gallet, Claude Nières et Jean Quéniart, « Le Morbihan du XVIe siècle à la Révolution », Le Morbihan : de la Préhistoire à nos jours, Saint-Jean-d'Angély, Éd. Bordessoules,‎ 1994, p. 143-224 (ISBN 2-903504-41-5)
  - Michèle Ruz-Le-Badézet, « Le Morbihan pendant la Révolution et l'Empire (1788-1815) », Le Morbihan : de la Préhistoire à nos jours, Saint-Jean-d'Angély, Éd. Bordessoules,‎ 1994, p. 225-288 (ISBN 2-903504-41-5)
  - Bertrand Frelaut, Bernard André, Gérard Le Bouëdec et Joël Bigorgne, « Un long XIXe siècle (1815-1945) », Le Morbihan : de la Préhistoire à nos jours, Saint-Jean-d'Angély, Éd. Bordessoules,‎ 1994, p. 289-386 (ISBN 2-903504-41-5)
  - Nathalie de Buhren, Joseph Rio et Anne-Élisabeth Riskine, « Patrimoine et traditions du Morbihan », Le Morbihan : de la Préhistoire à nos jours, Saint-Jean-d'Angély, Éd. Bordessoules,‎ 1994, p. 387-434 (ISBN 2-903504-41-5)
  - Henri Baudequin, Agnès Guellec et Yvonig Gicquel, « Le Morbihan de 1945 à nos jours », Le Morbihan : de la Préhistoire à nos jours, Saint-Jean-d'Angély, Éd. Bordessoules,‎ 1994, p. 435-497 (ISBN 2-903504-41-5)
- R. Dupuy, La Bretagne sous la Révolution et l'Empire, Rennes, 2004
- Michel de Galzain, « Un terrier français : le Morbihan (1789-91) », Bulletin et mémoires de la Société polymathique du Morbihan, no 115,‎ 1988, p. 5-80

### Patrimoine
- Yannic Rome, Bacs et ponts en Morbihan, Le Faouët, Liv'Éditions, mars 2010, 182 p. (ISBN 978-2-84497-174-6, présentation en ligne)
- Claude Le Colleter, Sources, lavoirs, fontaines de Lorient et Lanester, Le Faouët, Liv'Éditions, octobre 2012, 208 p. (ISBN 9-782-84497-226-2, présentation en ligne)

## Bretagne
Ouvrages contenant des chapitres ou des informations sur Lorient ou le pays de Lorient.

### Histoire
De la révolution à la seconde guerre mondiale :
- Roger Dupuy, La Bretagne sous la Révolution et l'Empire (1789 - 1815), Rennes, Éd. Ouest-France, coll. « Université », mai 2004, 350 p. (ISBN 978-2-73733502-0)

Seconde guerre mondiale :
- Patrick Andersen Bo, Le mur de l'Atlantique en Bretagne : 1944-1994, Rennes, Éd. Ouest-France, 1994, 1re éd., 128 p. (ISBN 978-2-7373-1291-5)
  - Patrick Andersen Bo, Le mur de l'Atlantique en Bretagne : 1944-1994, Rennes, Éd. Ouest-France, coll. « Itinéraires de découvertes », 2002, 2e éd., 128 p. (ISBN 978-2-7373-2873-2)
- Roger Huguen, La Bretagne dans la bataille de l'Atlantique : 1940-1945 - La stratégie du Bomber Command appliquée à la Bretagne, Spézet, Coop Breizh, avril 2003, 672 p. (ISBN 978-2-84346-175-0)

### Patrimoine
- Patrick Dieudonné (dir.), Philippe Bonnet, Daniel Le Couédic et al., Bretagne : un siècle d'architectures, Éd. Terre de Brune et Amab, 2001, 256 p. (ISBN 978-2-84362-116-1)

### Peinture
- Henri Belbeoch et René Le Bihan, 100 peintres en Bretagne, Quimper, Éd. Palantines, 1995, 296 p. (ISBN 2-9504685-7-8)
- Léo Kerlo et Jacqueline Duroc, Peintres des côtes de Bretagne, vol. 5 : De la rade de Lorient à Nantes, Douarnenez, Éd. du Chasse-Marée, 2007, 224 p. (ISBN 978-2-914208-86-4)

### Divers
- Emmanuel Salmon-Legagneur (dir.) et al. (préf. Yvon Bourges, anc. ministre, prés. du conseil régional de Bretagne), Les noms qui ont fait l'histoire de Bretagne : 1 000 noms pour les rues de Bretagne, Spézet, Coop Breizh et Institut culturel de Bretagne, 1997, 446 p. (ISBN 978-2-84346-032-6)
- Jean-Loup Avril (préf. Michel Mohrt de l'Académie française), 1 000 Bretons : dictionnaire biographique, Éd. Les Portes du Large, octobre 2002, 463 p. (ISBN 978-2-914612-07-4)
- Daniel Le Corre et Jacques Le Corre, Les grands naufrages de Lorient à la Loire, Spézet, Éd. Keltia Graphic, 2003, 128 p. (ISBN 978-2-913953-54-3)
- Alain Lozac'h, Ports de Bretagne Atlantique : de Brest à Bourgneuf-en-Retz, Spézet, Éd. Coop Breizh, 2008, 368 p. (ISBN 978-2-84346-342-6)

## Communes du Pays de Lorient

### Brandérion
- Xavier Dubois (préf. Irène Frain), Brandérion : Histoire... et petites histoires, commune de Brandérion et éd. Maury, 2005, 160 p. (présentation en ligne)

### Calan
- Martine Rouellé, Plouay, Calan, Lanvaudan : Du pont Tri Person au pont Kerlo, Le Faouët, Liv'Éditions, mai 2012, 288 p. (ISBN 978-284497214-9, présentation en ligne)

### Caudan
Histoire :
- André Maurey (histoire du clergé), Philippe Lapresle (vie économique, sociale et politique), Anne-Marie Pernel (démographie) et Claire Duval (démographie) (préf. Jean Maurice, conseiller général, maire de Lanester et Joseph Le Ravellec, maire de Caudan), Caudan-Lanester en révolution (1789-1795), Ateliers d'impression lorientais, 1991, 144 p. (ISBN 978-2-9505894-0-8)

La Société bretonne de fonderie et de mécanique (SBFM), aujourd'hui Fonderie de Bretagne :
- Jean-Pierre Hélias et Yveline Hélias, Des forges à la SBFM, Pont-Scorff, Imprim'art, 1995, 114 p. (ISBN 2-9509460-0-3)
- Yannick Quénéhervé, La Bretagne au cœur et le cœur à gauche : souvenirs d'un leader ouvrier de la SBFM, Fouesnant, Yoran embanner, coll. « Histoire - Politique », avril 2014, 368 p., 15,5 × 22 cm (ISBN 978-2-916579-66-5, présentation en ligne)

### Cléguer
- Jacques Briard et Pierre-Roland Giot, « Le tumulus de Kervellerin en Cléguer », Annales de Bretagne, vol. 65, no 1,‎ 1958, p. 5-14 (lire en ligne)
- Pierre-Roland Giot et Jean L'Helgouach, « Fouille d'un deuxième tumulus de l'âge du bronze à Kervellerin en Cléguer », Annales de Bretagne, vol. 68, no 1,‎ 1961, p. 5-20 (lire en ligne)
- Jacques Briard et Pierre-Roland Giot, « Fouille d'un troisième tumulus de l'âge du bronze à Kervellerin en Cléguer », Annales de Bretagne, vol. 69, no 1,‎ 1962, p. 5-17 (lire en ligne)
- Martine Rouellé, Sur les rives du Scorff : Cléguer, Pont-Scorff, Le Faouët, Liv'Éditions, mai 2014, 320 p. (ISBN 978-2-84497-281-1, présentation en ligne)

### Gâvres
- Emmanuelle Yhuel-Bertin, Port Louis en images, Gâvres, Riantec, Locmiquélic, Le Faouët, Liv'Éditions, novembre 2007, 288 p. (ISBN 978-2-84497-123-4, présentation en ligne)
- Marc Le Bert et Emmanuelle Yhuel-Bertin, Gâvres, histoire d'une presqu'île, Le Faouët, Liv'Éditions, novembre 2009, 224 p. (ISBN 978-2-84497-172-2, présentation en ligne)
- Jean-Maurice Besnard (préf. Jean-Yves Le Drian, ministre de la Défense, ex-député-maire de Lorient), Un petit gars de Gâvres : De Keroman au cercle arctique, Quimper, éd. Palantines, novembre 2014, 272 p. (ISBN 978-2-35678-109-3, présentation en ligne)

### Gestel
Histoire :
- Comité historique de Quéven et Association histoire et patrimoine de Guidel, 1944-1945 entre Scorff et Laïta : Gestel, Guidel, Quéven dans la poche de Lorient, Le Faouët, Liv'Éditions, coll. « Mémoire du pays de Lorient », 2005, 155 p. (ISBN 978-2-84497073-2, présentation en ligne)

Histoire et activités économiques :
- Paul Rolland, « La laiterie de Kerloïc (1920-1940) (Gestel) », Mémoire & Histoire, éd. Archives municipales de Lorient, no 3 « L'activité industrielle et commerciale dans le Pays de Lorient »,‎ juillet 2011, p. 75-79 (ISBN 978-2-9507474-8-8, ISSN 2100-4420)

### Groix
- Les cahiers de l'île de Groix, édités par "La Mouette", association des amis de l'écomusée de Groix, association affiliée à la Fédération française des sociétés d'amis de musées.
- Hatout, le cahier de l'île de Groix, cahiers annuels édités par la société des amis du musée de Groix, depuis 2010. A pris la suite des Cahiers de l'île de Groix.
- Françoise Mousset-Pinard (préf. Jean-Yves Veillard, conservateur du musée Bretagne), L'écomusée de Groix, 1985, 204 p.
- Jean Humeau, « L'Île de Groix », Nicolas Faucherre, Philippe Prost et Alain Chazette (dir.) Les fortifications du littoral : la Bretagne sud, Éd. patrimoines et médias,‎ 1998 (ISBN 2-910137-24-4)
- Michel Goulletquer, Groix : une petite île… une grande histoire, Groix, Éd. AGC (Agence groisillonne de communication), 2004, 448 p.
- Sébastien Colas, Atlas des îles de l'Atlantique, Commissariat général au développement durable, coll. « Références », juin 2009, 53 p. (ISBN 978-2-911089-91-6, présentation en ligne, lire en ligne)
- Atelier Palette surprise, Groix, une île dans votre assiette : Recettes de peintres, Le Faouët, Liv'Éditions, avril 2009, 160 p. (ISBN 978-2-84497-151-7, présentation en ligne)

Activités maritimes :
- Dominique Duviard, Groix - L'île des thoniers : chronique maritime d'une île bretonne 1840-1940, Grenoble, Éd. des 4 Seigneurs, 1978, 405 p. (ISBN 978-2864690665)
- Nelson Cazeils, « Grande histoire de la pêche au thon », Éd. Ouest France, 2004.

Langue bretonne :
- Elmar Ternes, Grammaire structurale du breton de l'île de Groix, Presses universitaires de Heidelberg, 1970, 394 p. (présentation en ligne)
- (br) Brec’hed Corne, « Mélanie, ur vuhe e Groay », Hor Yezh,‎ 1991, p. 116 (ISSN 0769-0088)Récit de vie en dialecte groisillon par une de ses dernières locutrices

Romans, nouvelles et contes :
- Henri Queffélec, Ils étaient six marins de Groix… et la tempête, Presses de la Cité, coll. « Pocket », 1979, 247 p. (ISBN 978-2-25800509-9)
- Lucien Gourong, Grande et petites histoires de l'île, Éd. Kedvisual, 1998, 317 p. (ISBN 2-95119830-2)Un livre de souvenirs et de chroniques d'une jeunesse passée à écouter les témoins de l'histoire insulaire
- Lucien Gourong (préf. René Estienne, ill. Loïc Tréhin), Contes de la rade de Lorient et des courreaux de Groix, Éd. du Scorff, 1998, 121 p. (ISBN 2-912028-10-8)
- Les élèves du collège Saint-Tudy (Groix), Gildas, le mousse de Groix, Association La Mouette, 2007, 80 p. (ISBN 978-2-9529615-0-9, présentation en ligne)

### Guidel
Histoire :
- Comité historique de Quéven, Association histoire et patrimoine de Guidel et Comité d'histoire locale de Gestel, Guidel, une terre de mémoire, Le Faouët, Liv'Éditions, coll. « Mémoire du pays de Lorient », novembre 2003, 224 p. (ISBN 978-2-91355555-6, présentation en ligne)
- Comité historique de Quéven et Association histoire et patrimoine de Guidel, 1944-1945 entre Scorff et Laïta : Gestel, Guidel, Quéven dans la poche de Lorient, Le Faouët, Liv'Éditions, coll. « Mémoire du pays de Lorient », 2005, 155 p. (ISBN 978-2-84497073-2, présentation en ligne)

Histoire et activités économiques :
- Yves Pézennec, « La mutation du monde agricole vers le tourisme et l'industrie à Guidel », Mémoire & Histoire, éd. Archives municipales de Lorient, no 3 « L'activité industrielle et commerciale dans le Pays de Lorient »,‎ juillet 2011, p. 149-157 (ISBN 978-2-9507474-8-8, ISSN 2100-4420)

Patrimoine :
- Abbé Euzenot, « Guidel et ses antiquités : bibliographie - présentation », Bulletin archéologique de l'Association bretonne, Rennes « Congrès d'Auray, 21e session, août 1878 »,‎ 1879, p. 191-192 (bibliogr.) et 193-230 (lire en ligne)
- Pierre-Roland Giot, « Le Tumulus de Kermené en Guidel (Morbihan) : fouilles de 1957-1958 », Annales de Bretagne, vol. 66, no 1,‎ 1959, p. 5-30 (lire en ligne)

La Laïta :
- Marcel Gozzi, La Laïta : Quimperlé, Clohars-Carnoët, Guidel, Le Faouët, Liv'Éditions, mai 2014, 256 p. (ISBN 978-2-84497-282-8, présentation en ligne)

### Hennebont
Histoire :
- Yann Lukas, Hennebont : vingt siècles d'histoire, Quimper, Éd. Palantines, décembre 2006, 128 p. (ISBN 978-2-911434-61-7)

Histoire et activités économiques :
- Alexandra Dybal-Pabst, « Hennebont, un riche passé économique », Mémoire & Histoire, éd. Archives municipales de Lorient, no 3 « L'activité industrielle et commerciale dans le Pays de Lorient »,‎ juillet 2011, p. 59-73 (ISBN 978-2-9507474-8-8, ISSN 2100-4420)

### Inzinzac-Lochrist
Histoire :
- Yannic Rome, La Forgerine a 100 ans : histoire des écoles de Lochrist, Inzinzac, Penquesten, Kerglaw, Langroix, Le Faouët, Liv'Éditions, 2011, 176 p. (ISBN 978-2-84497-207-1)

Les Forges d'Hennebont :
- Gisèle Le Rouzic, La Montagne des Forges d'Hennebont : mémoires, Écomusée d'Inzinzac-Lochrist, 1984 (ISBN 978-2-905261-00-7)
- Gisèle Le Rouzic, Voyage aux Forges d'Hennebont (1860-1945), La Digitale, 1984.
- Gisèle Le Rouzic, La Bataille des forges d'Hennebont, La Digitale.
- Jean-Pierre Hélias et Yveline Hélias, Des forges à la SBFM, Pont-Scorff, Imprim'art, 1995, 114 p. (ISBN 2-9509460-0-3)

Autres :
- Albert Giovannelli (préf. Pierre-Louis Basse, ill. Nono, sur une idée de Yannick Moulard), Union Sportive Montagnarde, quelle histoire ! De l’aube ouvrière aux grands soirs, Lorient, Tilenn éditions, novembre 2016, 158 p. (ISBN 978-2-95466-316-6).

### Kervignac
- Martine Rouellé, Kervignac, Merlevenez : du Blavet à la rivière d'Étel, Le Faouët, Liv'Éditions, octobre 2011, 224 p. (ISBN 9-782-84497-201-9, présentation en ligne)

### Lanester
Histoire :
- Léone Beaumes, Lanester au fil de notre histoire, Éd. à compte d’auteur (Bretagne Graphique Imprimerie), 1985
- André Maurey (histoire du clergé), Philippe Lapresle (vie économique, sociale et politique), Anne-Marie Pernel (démographie) et Claire Duval (démographie) (préf. Jean Maurice, conseiller général, maire de Lanester et Joseph Le Ravellec, maire de Caudan), Caudan-Lanester en révolution (1789-1795), Ateliers d'impression lorientais, 1991, 144 p. (ISBN 978-2-9505894-0-8)
- Mairie de Lanester, Lanester, histoire d’une Libération, Lanester, Éd. à compte d’auteur (Atelier d’Impression Lorientais), 1995
- Yann Lukas (préf. Jean-Pierre Anfré, maire de Lanester), Lanester, histoire d’une ville, Quimper, Éd. Palantines, janvier 1999 (ISBN 978-2-911434-08-2)

Patrimoine :
- Yannic Rome, Bacs et ponts en Morbihan, Le Faouët, Liv'Éditions, mars 2010, 182 p. (ISBN 978-2-84497-174-6, présentation en ligne)
- Claude Le Colleter, Sources, lavoirs, fontaines de Lorient et Lanester, Le Faouët, Liv'Éditions, octobre 2012, 208 p. (ISBN 9-782-84497-226-2, présentation en ligne)

Histoire sociale :
- Dominique Le Guidec, Un arsenal et des hommes, Le Faouët, Liv'Éditions, coll. « Libre expression », 1995
- Jean-Noël Retière, Identités ouvrières : histoire sociale d’un fief ouvrier en Bretagne 1909-1990, Paris, Éd. L’Harmattan, 1995

Divers :
- André et Lucette Leclère (préf. Jean Maurice, maire honoraire de Lanester), Images et mémoire de Lanester, Lanester, Éd. à compte d’auteur, 1999 (ISBN 2-9505821-9-2)
- Claude Le Colleter, Lanester, rivages d'histoires et de légendes, Le Faouët, Liv'Éditions, septembre 2008, 120 p. (ISBN 978-2-84497-142-5, présentation en ligne)
- Jean Maurice, Quarante-trois ans au service de la population, Le Faouët, Liv'Éditions, novembre 2008, 224 p. (ISBN 978-2-84497-152-4, présentation en ligne)

### Languidic
Histoire :
- Xavier Dubois, Languidic au fil des siècles, Éd. Maury et ville de Languidic, 2008, 216 p. (ISBN 978-2-9533281-0-3)

Histoire et activités économiques :
- Étienne Le Garrec, « Les activités agroalimentaires de Languidic », Mémoire & Histoire, éd. Archives municipales de Lorient, no 3 « L'activité industrielle et commerciale dans le Pays de Lorient »,‎ juillet 2011, p. 81-90 (ISBN 978-2-9507474-8-8, ISSN 2100-4420)

### Larmor-Plage
Larmor-Plage fait partie de la commune de Plœmeur jusqu'en 1924.
Histoire :
- Les cahiers du pays de Plœmeur, revue annuelle du comité d'histoire du pays de Plœmeur, depuis 1990
- Hervé Le Pan et Yannick Perron (préf. René Estienne, conservateur du service historique des archives de la marine à Lorient), 1788-1795 - Le pays de Plœmeur et la révolution, Comité d'histoire du pays de Plœmeur, 1989, 208 p. (ISBN 2-9503779-0-4)
- Yves Banallec et Alain Terras, « Le démembrement de la grande paroisse », Les cahiers du pays de Plœmeur, no 8,‎ décembre 1998, p. 5-11 (ISSN 1157-2574)
- Patrick Huchet, Yann Lukas et Maryvonne Moy, Histoire du pays de Plœmeur, Quimper et Plœmeur, Éd. Palantines et Ville de Plœmeur, 2000, 140 p. (ISBN 978-2-911434-10-5)
- Emmanuelle Yhuel-Bertin (préf. Loïc Le Meur, maire de Plœmeur, conseiller général du canton de Plœmeur), De Plœmeur à Larmor en images, Le Faouët, Liv'Éditions, novembre 2007, 254 p. (ISBN 978-2-84497-126-5, présentation en ligne)
- Comité d'histoire du pays de Plœmeur, Historique des activités du Kernével au Fort Bloqué, Éd. villes de Plœmeur et de Larmor-Plage, mai 2009, 210 p. (ISBN 978-2-9503779-0-6)
- Pierre Scanvic et Loïc Tréhin, Larmor et la Bénédiction des Courreaux, Fouesnant, Yoran Embanner, 2010, 128 p. (ISBN 978-2-916579-31-3, présentation en ligne)
- Comité d'histoire du pays de Plœmeur, Le canton de Plœmeur, Saint-Cyr-sur-Loire, Éd. Alan Sutton, 2011, 128 p. (ISBN 978-2-8138-0267-5)

Histoire et activités économiques :
- Jean Le Leuxhe, « Les verreries du Kernével (1755-1831) », Mémoire & Histoire, éd. Archives municipales de Lorient, no 3 « L'activité industrielle et commerciale dans le Pays de Lorient »,‎ juillet 2011, p. 47-58 (ISBN 978-2-9507474-8-8, ISSN 2100-4420)

### Lanvaudan
- Martine Rouellé, Plouay, Calan, Lanvaudan : Du pont Tri Person au pont Kerlo, Le Faouët, Liv'Éditions, mai 2012, 288 p. (ISBN 978-284497214-9, présentation en ligne)

### Locmiquélic
- Emmanuelle Yhuel-Bertin, Port Louis en images, Gâvres, Riantec, Locmiquélic, Le Faouët, Liv'Éditions, novembre 2007, 288 p. (ISBN 978-2-84497-123-4, présentation en ligne)

### Merlevenez
- Martine Rouellé, Kervignac, Merlevenez : du Blavet à la rivière d'Étel, Le Faouët, Liv'Éditions, octobre 2011, 224 p. (ISBN 9-782-84497-201-9, présentation en ligne)

### Nostang
- Martine Rouellé, Nostang, Sainte-Hélène : le long du Goah-Guillerm, Le Faouët, Liv'Éditions, octobre 2011, 224 p. (ISBN 9-782-84497-204-0, présentation en ligne)

### Plœmeur
Histoire et patrimoine :
- Les cahiers du pays de Plœmeur, revue annuelle du comité d'histoire du pays de Plœmeur, depuis 1990
- Hervé Le Pan et Yannick Perron (préf. René Estienne, conservateur du service historique des archives de la marine à Lorient), 1788-1795 - Le pays de Plœmeur et la révolution, Comité d'histoire du pays de Plœmeur, 1989, 208 p. (ISBN 2-9503779-0-4)
- Yves Banallec et Alain Terras, « Le démembrement de la grande paroisse », Les cahiers du pays de Plœmeur, no 8,‎ décembre 1998, p. 5-11 (ISSN 1157-2574)
- Patrick Huchet, Yann Lukas et Maryvonne Moy, Histoire du pays de Plœmeur, Quimper et Plœmeur, Éd. Palantines et Ville de Plœmeur, 2000, 140 p. (ISBN 978-2-911434-10-5)
- Emmanuelle Yhuel-Bertin (préf. Loïc Le Meur, maire de Plœmeur, conseiller général du canton de Plœmeur), De Plœmeur à Larmor en images, Le Faouët, Liv'Éditions, novembre 2007, 254 p. (ISBN 978-2-84497-126-5, présentation en ligne)
- Comité d'histoire du pays de Plœmeur, Historique des activités du Kernével au Fort Bloqué, Éd. villes de Plœmeur et de Larmor-Plage, mai 2009, 210 p. (ISBN 978-2-9503779-0-6)
- Comité d'histoire du pays de Plœmeur, Le canton de Plœmeur, Saint-Cyr-sur-Loire, Éd. Alan Sutton, 2011, 128 p. (ISBN 978-2-8138-0267-5)

Histoire et activités économiques :
- Yves Banallec, Alain Fraisse et Jean-Yves Le Lan, « L'utilisation industrielle du kaolin dans la région lorientaise », Mémoire & Histoire, éd. Archives municipales de Lorient, no 3 « L'activité industrielle et commerciale dans le Pays de Lorient »,‎ juillet 2011, p. 19-34 (ISBN 978-2-9507474-8-8, ISSN 2100-4420)
- Jean Le Leuxhe, « Les verreries du Kernével (1755-1831) », Mémoire & Histoire, éd. Archives municipales de Lorient, no 3 « L'activité industrielle et commerciale dans le Pays de Lorient »,‎ juillet 2011, p. 47-58 (ISBN 978-2-9507474-8-8, ISSN 2100-4420)

Quartier de Soye :
- Mickaël Sendra (préf. Roland Delalee, anc. habitant de la baraque 204, président du PLL), Mémoires de Soye : de château en baraques, Plœmeur, Éd. Mémoire de Soye, juillet 2009, 2e éd. (1re éd. 2004) (ISBN 2-9525071-0-4)
- Gilbert Le Delliou (préf. J. A. Cardon), 253e avenue Soye, Plœmeur, Éd. Mémoire de Soye, 2007 (ISBN 2-9525071-1-2)

### Plouay
- Martine Rouellé, Plouay, Calan, Lanvaudan : Du pont Tri Person au pont Kerlo, Le Faouët, Liv'Éditions, mai 2012, 288 p. (ISBN 978-284497214-9, présentation en ligne)
- Jean-Pierre Le Floch, La petite histoire de Plouay (1950-1970), Le Faouët, Liv'Éditions, octobre 2014, 208 p. (ISBN 978-2-84497291-0, présentation en ligne)

### Plouhinec
- Emmanuelle Yhuel-Bertin, Plouhinec, cité morbihannaise, Le Faouët, Liv'Éditions, mars 2010, 256 p. (ISBN 978-2-84497-178-4, présentation en ligne)

### Pont-Scorff
- Martine Rouellé, Sur les rives du Scorff : Cléguer, Pont-Scorff, Le Faouët, Liv'Éditions, mai 2014, 320 p. (ISBN 978-2-84497-281-1, présentation en ligne)

### Port-Louis
Histoire et patrimoine :
- Chroniques port-louisiennes, revue triannuelle du centre d'animation historique du pays de Port-Louis, depuis 1991, Liste des publications
- Emmanuelle Yhuel-Bertin, Port Louis en images, Gâvres, Riantec, Locmiquélic, Le Faouët, Liv'Éditions, novembre 2007, 288 p. (ISBN 978-2-84497-123-4, présentation en ligne)
- Marguerite Richard, « Et si Port-Louis était devenu une île... », Mémoire & Histoire, éd. Archives municipales de Lorient, no 3 « L'activité industrielle et commerciale dans le Pays de Lorient »,‎ juillet 2011, p. 35-46 (ISBN 978-2-9507474-8-8, ISSN 2100-4420)

Roman policier :
- Gisèle Guillo, Port-Louis : Les Ombres de la Citadelle, Éd. Alain Bargain, coll. « Enquêtes et Suspense », 2011, 208 p. (ISBN 978-2-35550089-3)

### Quéven
Histoire :
- Comité historique de Quéven (préf. Jean-Yves Laurent, maire de Quéven et René Estienne, animateur du comité historique de l'assoc. pour le bicentenaire de la révolution au pays de Lorient), 1788-1795 : Les Quévenois à l'heure de la Révolution française, lorient, Éd. Dalc'homp Sonj, 1989, 92 p. (ISBN 2-9503379-0-2)
- Comité historique de Quéven, 1850-1938 : Les Quévenois à la croisée des chemins, Éd. à compte d'auteur, 1993, 352 p. (ISBN 978-2-95033791-7)
- Comité historique de Quéven (préf. Jean-Yves Laurent, maire de Quéven), 1939-1960 : Les Quévenois - De la Guerre à la Paix, Éd. à compte d'auteur, 1995, 336 p. (ISBN 2-95033792-9)
- Comité historique de Quéven et Association histoire et patrimoine de Guidel, 1944-1945 entre Scorff et Laïta : Gestel, Guidel, Quéven dans la poche de Lorient, Le Faouët, Liv'Éditions, coll. « Mémoire du pays de Lorient », 2005, 155 p. (ISBN 978-2-84497073-2, présentation en ligne)

Histoire et activités économiques :
- Pierre Le Gal, « Petites industries agroalimentaires à Quéven », Mémoire & Histoire, éd. Archives municipales de Lorient, no 3 « L'activité industrielle et commerciale dans le Pays de Lorient »,‎ juillet 2011, p. 91-97 (ISBN 978-2-9507474-8-8, ISSN 2100-4420)

Patrimoine :
- Comité historique de Quéven (coord. Laurent Carrour), Quéven au fil du temps : patrimoine archéologique, patrimoine civil, patrimoine religieux, patrimoine militaire, histoire de Quévenois, patrimoine naturel et paysager, Le Faouët, Liv'Éditions, octobre 2003, 307 p. (ISBN 978-2-95033793-1)

### Riantec
- Emmanuelle Yhuel-Bertin, Port Louis en images, Gâvres, Riantec, Locmiquélic, Le Faouët, Liv'Éditions, novembre 2007, 288 p. (ISBN 978-2-84497-123-4, présentation en ligne)

### Sainte-Hélène
- Martine Rouellé, Nostang, Sainte-Hélène : le long du Goah-Guillerm, Le Faouët, Liv'Éditions, octobre 2011, 224 p. (ISBN 9-782-84497-204-0, présentation en ligne)